# Правительственное здание (Парамарибо)
Правительственное здание (нидерл. Gouverneurshuis) является официальной резиденцией правительства и президента Суринама. Расположено на площади Независимости (Onafhankelijkheidsplein), рядом с Национальным собранием, зданием Конгресса, Суда, и Министерства финансов. Здание резиденции является наиболее ярким примером голландской колониальной архитектуры в Суринаме и является частью всемирного наследия ЮНЕСКО в Парамарибо.

## История
Первое здание было построено на этом месте в XVII веке, из дерева, как и многие здания в Парамарибо. Ныне существующий каменный дворец был построен в 1730 году, когда бывший генерал-губернатор Суринама, Чарел Эмилиус Хендрик де Чессо встал во главе проекта по расширению дворца. Перед капитальным ремонтом 1780 года по заказу генерал-губернатора Бернарда Тексьера, дворец перестраивался, но медленно приходил в упадок. Когда Тексьер вступил в должность, он решил поселиться здесь, на Gravenstraat 6. При реконструкции была добавлена большая галерея и третий этаж. В 1911 году, дворец был расширен до сегодняшнего размера, с добавлением портика и террасы. Десять лет спустя было завершено западное крыло. Здание получило много декоративных дополнений, например, арочные балконные балки и рельефный герб Суринама на фронтоне главного фасада.
Раньше у дворца стояла статуя королевы Вильгельмины. Накануне провозглашения независимости 25 ноября 1975 года она была вывезена в Форт Зеландия, из-за опаски её повреждения. Дворец является символом достижения независимости, и с тех пор более известен как «Het Presidentieel Paleis».
Дворец в настоящее время используется для проведения государственных и дипломатических приемов.

## Галерея

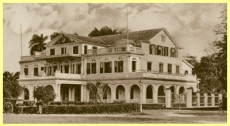
Дворец в 1915,
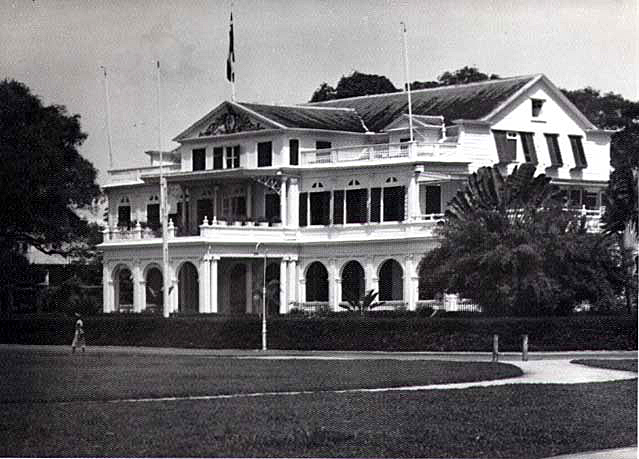
1955 году
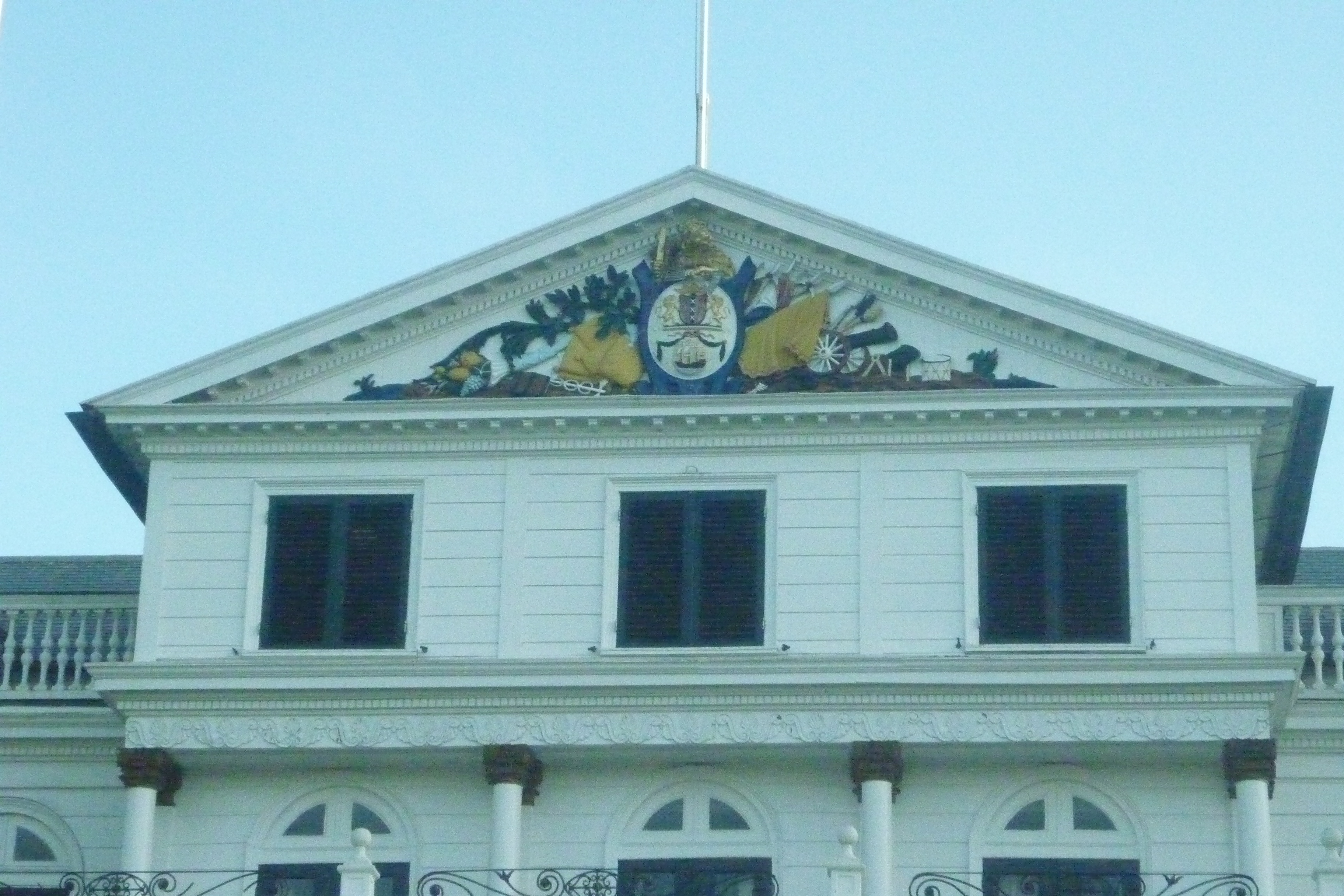
Исторический герб Суринама на фронтоне
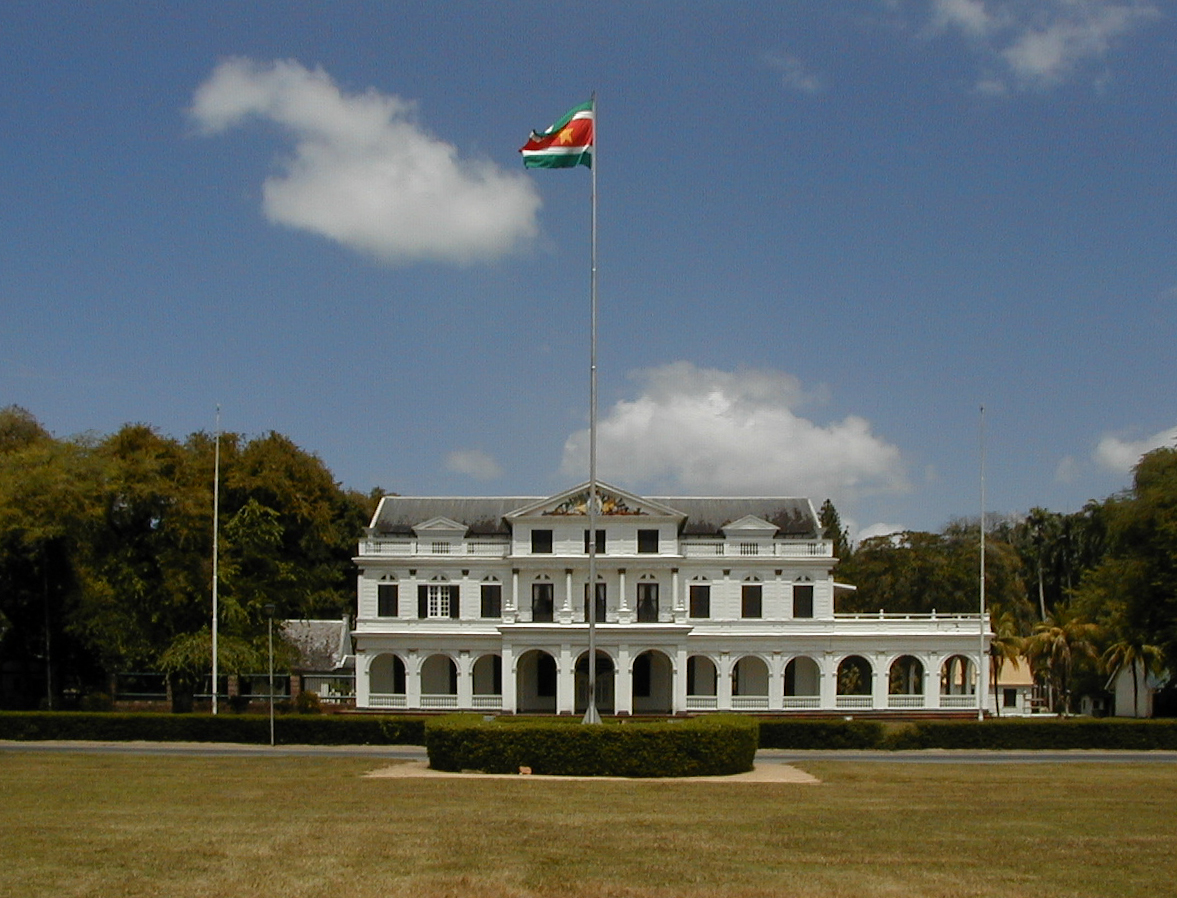
Вид на дворец и главный флагшток
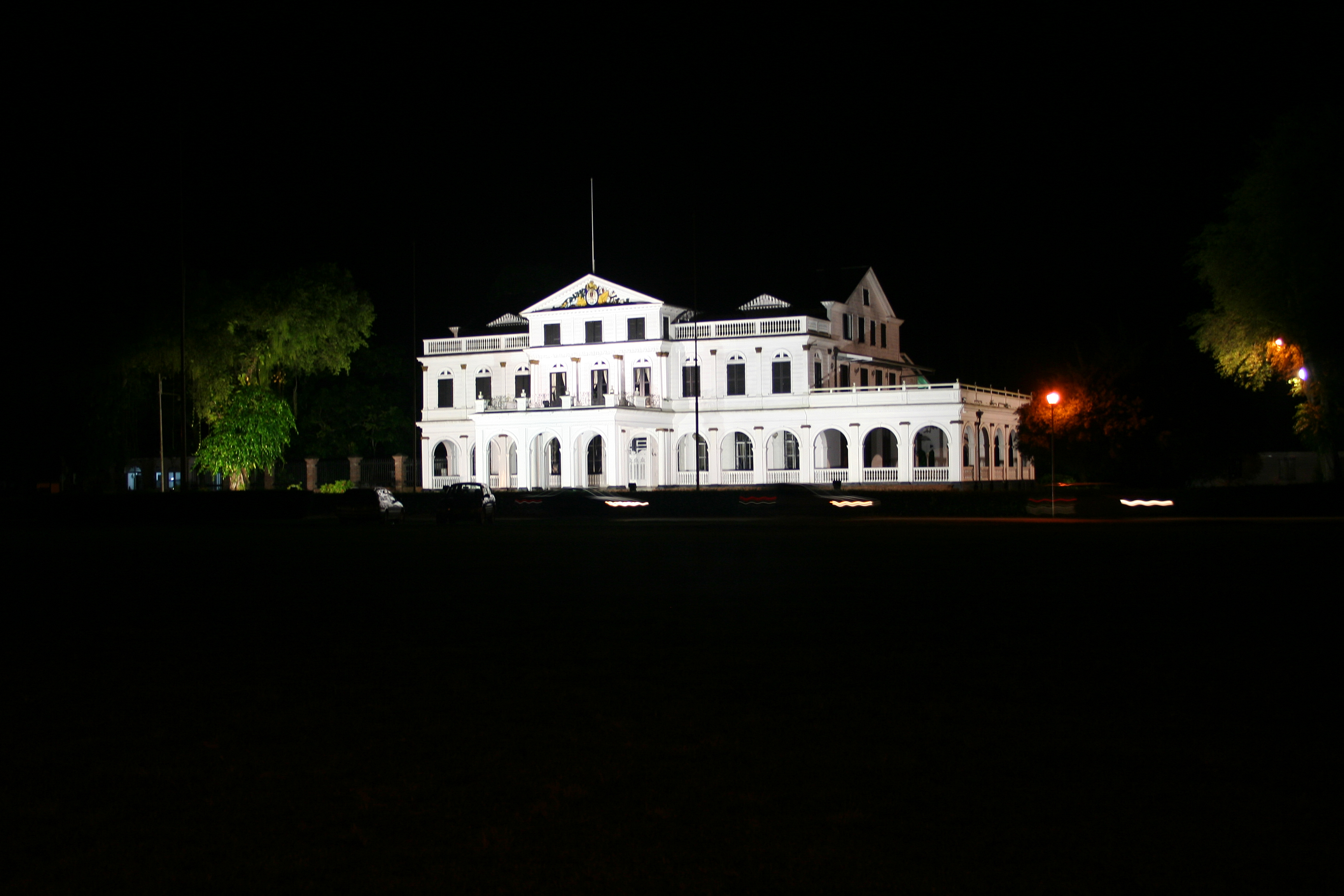
Подсветка дворца ночью
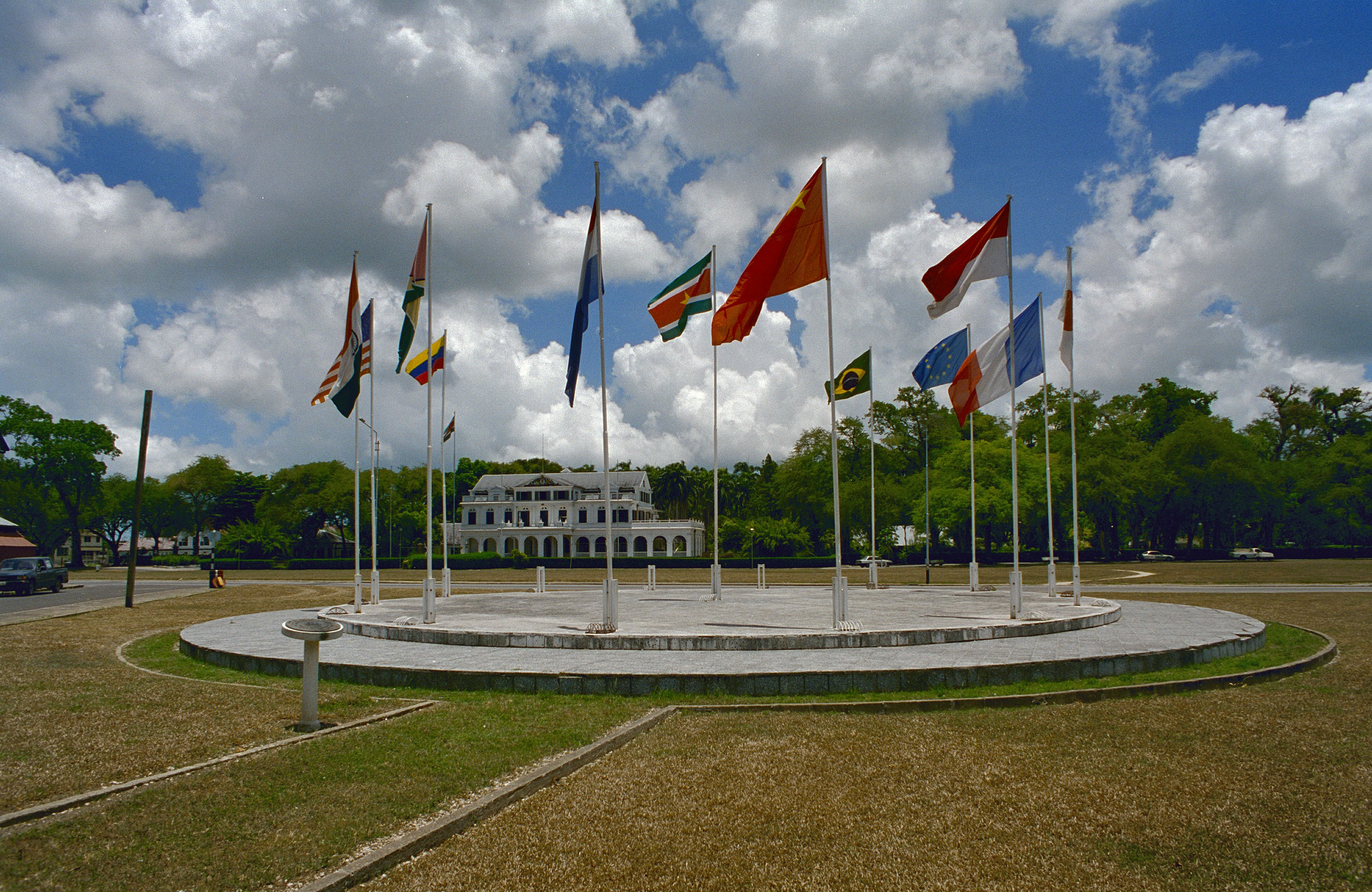
Площадь независимости